# Companyia La Tal
La Companyia La Tal és una companyia catalana de teatre catalana que crea espectacles de carrer i sala. Fundada l'any 1986 a Rubí (Barcelona) per Jordi Magdaleno, Enric Casso i Leandre Ribera qui va emprendre la seva carrera en solitari al 1993.
Al principi, el seu treball estava basat en el món del circ clàssic però va evolucionar cap a espectacles on els personatges són pallassos que interactuen amb les seves pròpies creacions.
A partir de l'any 2007, amb la revisió de l'espectacle Carilló, comencen a representar els seus espectacles internacionalment portant-los a actuar a festivals importants com Watch this Space National Theatre of London (Anglaterra), el festival Singapur Arts Festival 2004 (Singapur), Fest’arts Libourne (2004 i 2008, França), el Carnaval de Venècia (2010), el Tollwood Sommerfestival 2010 (Múnic, Alemanya), el Kleines Fest (Hannover, Alemanya) en diverses edicions i el Waves Fest de Vordingborg (Dinamarca).
Al 2016 comença la seva col·laboració amb l'Ajuntament de Rubí per a realitzar el Festival Teatre Sense Teatre. Membre de l'Associació Professional de Teatre per a Tots els Públics.
El seu espectacle The Incredible Box rebé el Premi millor espectacle de carrer a Goteborg (Suecia) i Veregra, Montegranaro (Itàlia). i fou Candidat al Premi Max a millor espectacle de carrer.